# Хосе Луис Кучуфо
Хосе Луис Кучуфо (шп. José Luis Cuciuffo; 1. фебруар 1961 — 11. децембар 2004) био је аргентински фудбалер.

## Спортска каријера
Играо је на позицији одбрамбеног играча. У каријери је наступао за познате аргентинске клубове Велез Сарсфилд и Бока јуниорс.
Са репрезентацијом Аргентине освојио је Светско првенство 1986. године. Играо је на чувеној утакмици против Енглеске у четвртфиналу (2:1), као и против Западне Немачке у финалу (3:2).
Преминуо је 11. децембра 2004, када је претрпео смртоносну рану у стомаку током лова на југу провинције Буенос Ајрес, у близини залива Сан Блас.

## Успеси
Бока јуниорс
- Суперкуп Судамерикана: 1989.

Репрезентација
Аргентина
- Светско првенство: 1986.